# Флютбет

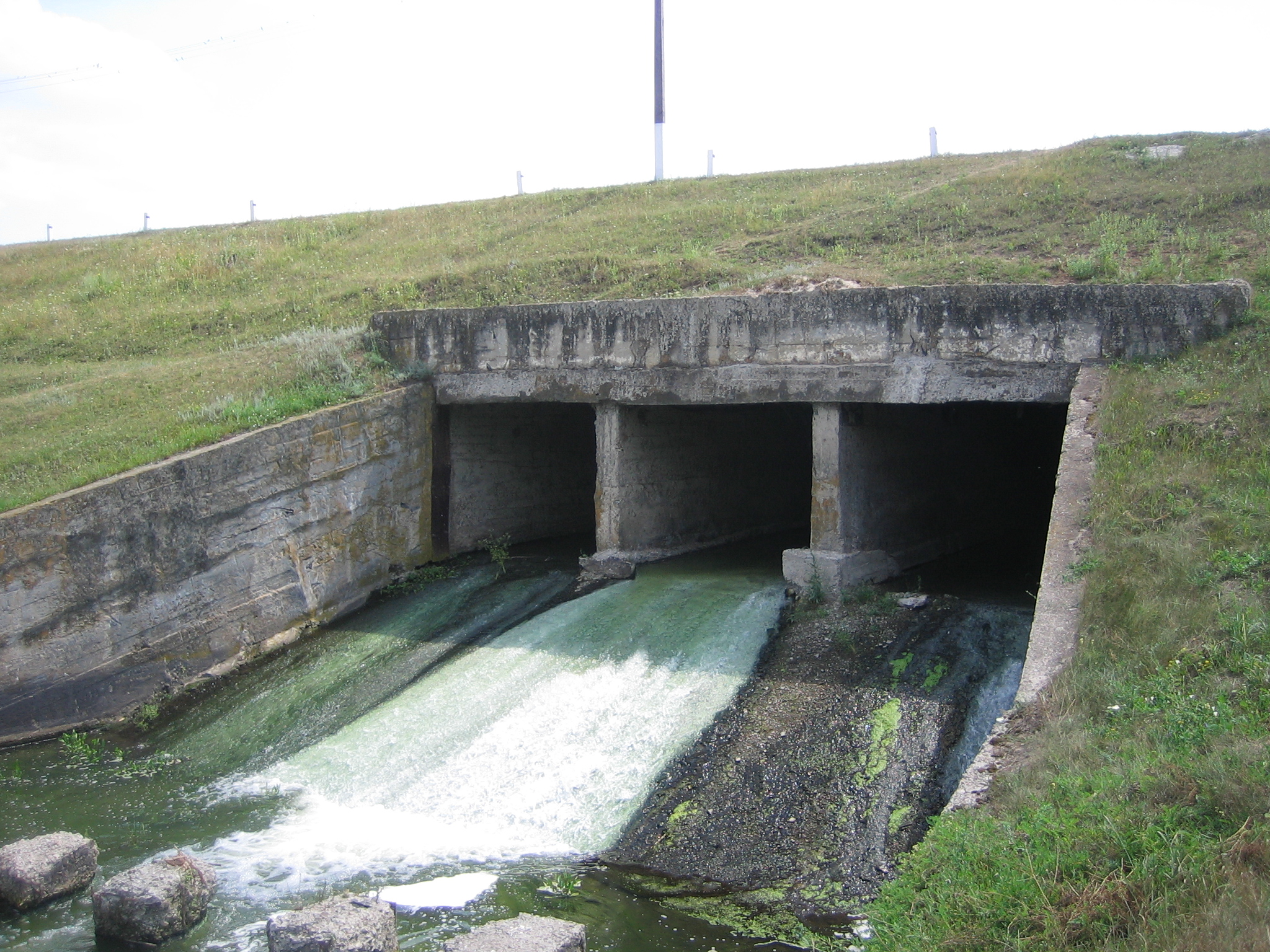
Флютбет греблі Олександрівського водосховища

Флю́тбет — (нім. Flutbett, від нім. Flut — паводок, потік та нім. Bett — ложе, річище) — штучна підводна основа гребель або інших напірних гідротехнічних споруд, поверх яких протікає відкритий водяний потік.
Частинами флютбета є понур, водозлив (водозливний поріг або тіло греблі), водобій та рисберма. Флютбет сприймає напір води, запобігає розмиванню річища біля греблі поверхневим потоком води і фільтраційному деформуванню ґрунту в основі споруди (суфозії, випиранню тощо).
Термін «флютбет» найчастіше використовують стосовно до низконапірних гребель. Конструктивні рішення та розміри елементів флютбета визначаються гідравлічним, фільтраційним та статистичним розрахунками.